# Сант'Ана (Мантова)
Сант'Ана је насеље у Италији у округу Мантова, региону Ломбардија.
Према процени из 2011. у насељу је живело 87 становника. Насеље се налази на надморској висини од 51 м.